# New Horizons
New Horizons is de eerste missie van een ruimtesonde naar de dwergplaneet Pluto. NASA lanceerde deze onbemande missie met een Atlas V-raket. De lancering vond plaats op 19 januari 2006.

## Doel
Doel van New Horizons was het onderzoeken van het uitzicht, de samenstelling en de atmosfeer van de dwergplaneet Pluto met zijn manen en andere Kuipergordelobjecten (waar Pluto en zijn manen deel van uitmaken). Dit laatste gebeurde na een ontmoeting met, en onderzoek van, Pluto. Hiertoe gebeurde onderzoek in de zichtbare golflengte voor het uitzicht, in het infrarode spectrum voor de oppervlaksamenstelling, en in het ultraviolette spectrum voor de samenstelling van de atmosfeer. De deeltjes die de atmosfeer verlaten zijn bestudeerd, alsook het effect van de zonnewind op de atmosfeer.
Na passage van Pluto (en een inmiddels toegewezen verzoek tot aanvullende financiering voor een verlengde missie, want die liep volgens een eerdere planning tot 1 oktober 2016) is New Horizons op weg gegaan naar andere objecten in de Kuipergordel. Met behulp van de Hubble maakten onderzoekers in de zomer van 2014 in anderhalve maand tijd een voorlopige selectie van vijf interessante objecten. Aanvullende waarnemingen in oktober 2014 beperkten de keuze vanwege de beperkte hoeveelheid brandstof verder tot twee mogelijke doelen. Van het ene object, 2014 MU69, in het kader van deze missie ook wel Ultima Thule genoemd, maar later officieel Arrokoth genoemd, was de geschatte diameter van 45 km en dit hemellichaam is relatief klein en duister. Een passage met dit object zou kunnen geschieden met relatief laag brandstofverbruik. Het andere object, 2014 MU70, heeft een grotere helderheid bij een diameter van 76 km en is vanuit wetenschappelijk oogpunt interessanter maar zou een groter beroep doen op de brandstofvoorraad. Bijkomende aandachtspunten voor 2014 MU69 waren de positie van de Zon ten tijde van aankomst en de geringe helderheid. De kans was aanwezig dat men hierdoor tijdens de laatste naderingsfase alsnog veel brandstof zou moeten verbruiken tijdens koerscorrecties. De beslissing welk object zou worden bezocht viel in augustus 2015, waarna New Horizons op 22, 25, 28 oktober en 4 november de noodzakelijke koerscorrecties uitvoerde. Baancorrecties op een later tijdstip zouden zowel het brandstofverbruik als de risico's voor deze verlengde missie vergroten. De ontmoeting met 2014 MU69 zou pas plaatsvinden rond Nieuwjaarsdag 2019. Andere objecten uit de Kuipergordel onderzoekt New Horizons vanaf grote afstand. Zowel de energievoorziening als communicatiesysteem van New Horizons zijn hierop ontworpen. Bovendien functioneren de wetenschappelijke instrumenten zelfs nog bij veel lagere lichtsterktes dan die bij 2014 MU69 heersen. Hoewel de financiering voor een aanvullende missie nog niet rond was viel de keus eind augustus op 2014 MU69. De afstand van New Horizons tot dit Kuipergordelobject was anderhalf miljard kilometer; een vlucht van ruim drie jaar. Door de keuze voor 2014 MU69 hield de sonde brandstof over voor aanvullende manoeuvres. Door recente geologische activiteit op Pluto verdwenen eerdere inslagkraters. Dit verhinderde dat astronomen een blik wierpen op de vroegste geschiedenis van het zonnestelsel. De ontmoeting met 2014 MU69 won hierdoor aan wetenschappelijk belang.

## Tijdschema
New Horizons moest Pluto volgens de projectleiding zo snel mogelijk bezoeken, omdat Pluto een sterk elliptische baan om de zon beschrijft en sinds 1989 steeds verder van de zon (en dus ook van de aarde) verwijderd raakt. De omlooptijd rond de zon bedraagt 247,7 jaar; een volgende gelegenheid laat volgens de projectleiding lang op zich wachten: rond 2120 zal Pluto het aphelion van zijn baan bereiken en pas rond 2230 bevindt de planeet zich weer zo dichtbij als ten tijde van de lancering. Nadelen van een grote afstand zijn:
- De atmosfeer van Pluto kan te koud worden en bevriezen. Dit kan gebeuren tussen 2015 en 2020. Nu heeft men nog een kans de atmosfeer te onderzoeken.
- Er valt steeds minder licht op Pluto, waardoor het moeilijker is om Pluto optisch in kaart te brengen.

### Belangrijke data
- Negen uur na de lancering passeerde New Horizons de baan van de maan.
- Op 7 april 2006 werd de omloopbaan van de planeet Mars gepasseerd.
- Op 13 juni 2006 passeerde de sonde planetoïde 2002 JF56 op een afstand van 101.867 km. De Internationale Astronomische Unie hernoemde deze later naar 132524 APL (APL staat voor Applied Physics Laboratory van de Johns Hopkins University). Dit als erkenning voor de prestatie van de door APL gebouwde sonde NEAR Shoemaker.[8]
- Op 28 februari 2007 werd de planeet Jupiter gepasseerd, waarbij de sonde gebruik maakte van een zwaartekrachtsslinger.
- Op 8 juni 2008 passeerde New Horizons de omloopbaan van de planeet Saturnus.
- Op 18 maart 2011 passeerde de sonde de omloopbaan van Uranus.
- Tussen 3 en 27 januari 2012 haalde de vluchtleiding de sonde tijdelijk "uit winterslaap" om de instrumenten te testen.[9]
- Op 12 februari 2013 had de sonde een snelheid van 15,58 km/s; oftewel ongeveer 3,284 AE per jaar, en bevond zich 25,49 AE van de zon, ongeveer halverwege de baan van Uranus en Neptunus. De sonde bevond zich toen nog op een afstand van 7,04 AE tot Pluto. Een radiobericht vanaf de sonde deed er van daar af ongeveer 2 uur en 40 minuten over om de aarde te bereiken, en een bericht met reactie duurde dus minstens 5 uur en 20 minuten.
- 17 januari 2014 werd de sonde opnieuw kortstondig uit de winterslaap gehaald. 27 mei 2014 was de afstand tot de zon 29,46 AE; tot de aarde 28,66 AE, de afstand tot Pluto was 3,29 AE. Een radiobericht met antwoord deed er 7 uur 56 minuten over; de snelheid ten opzichte van de zon was 14,34 km/s.
- Op 25 augustus 2014 passeerde de sonde de baan van Neptunus.
- Op 14 juli 2015 passeerde de sonde Pluto op een afstand van ongeveer 12 500 km.
- Op 4 juni 2018 is de sonde weer uit winterslaap (hibernation) gehaald.[10]
- Op 1 januari 2019 passeerde New Horizons Arrokoth

## Verloop van de passage van Pluto en Charon

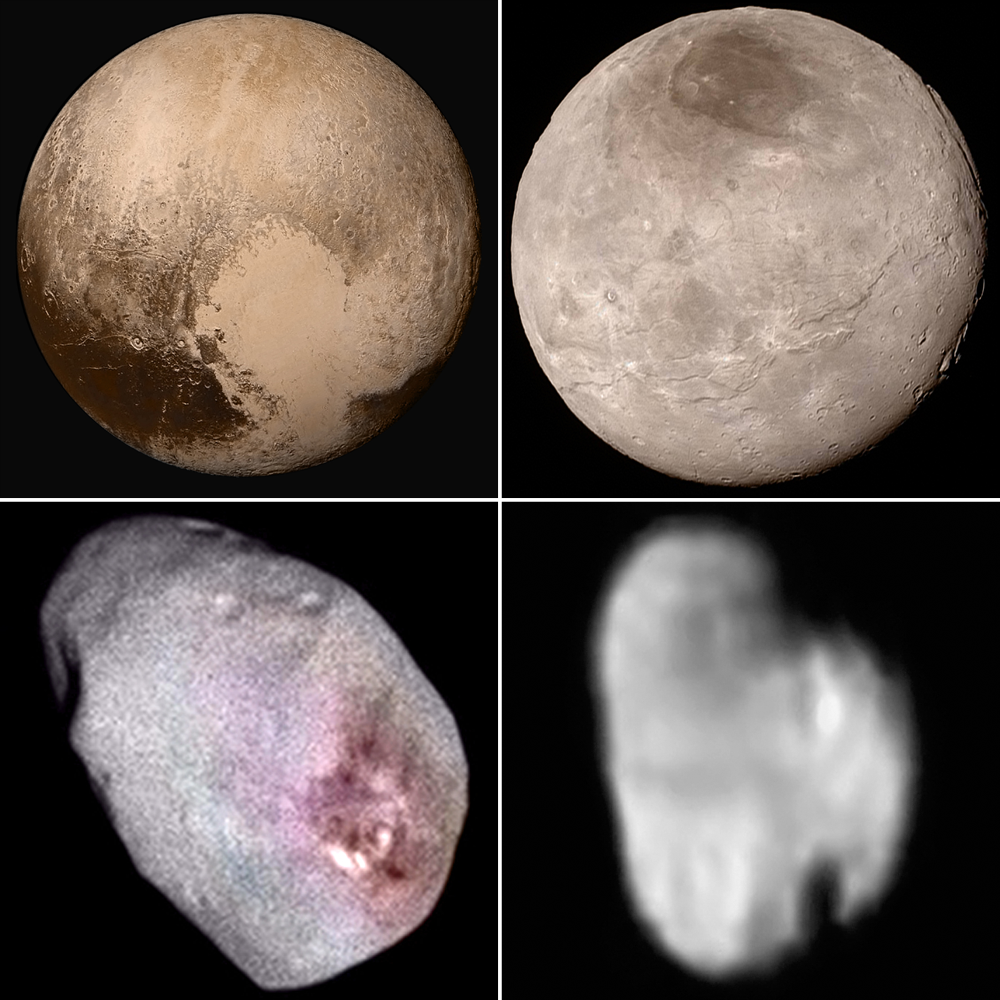
Foto van Pluto en zijn manen Charon, Nix en Hydra door New Horizons

Reeds een jaar voordat Pluto bereikt werd, stuurden de camera's beelden door van Pluto en zijn manen. Drie maanden voor de aankomst konden de camera's op een afstand van 105 miljoen km de eerste kaarten samenstellen en spectrummetingen uitvoeren. Als door het zich verwijderen van Pluto van de zon de atmosfeer bevriest, dan zal een seizoensverandering op Pluto gevolgd kunnen worden.
De laatste twaalf dagen voor het bereiken van Pluto (twee Pluto-dagen, dus twee omwentelingen van Pluto), werden spectrummetingen uitgevoerd, waardoor veranderingen tijdens een Pluto-dag bestudeerd konden worden over een gebied van 48 kilometer. Tijdens het passeren van Pluto werd de ultraviolet-emissie van Pluto's atmosfeer gemeten. Er zijn kaarten gemaakt in groen, blauw, rood en een golflengte die specifiek is voor bevroren methaan op de oppervlakte. De sonde naderde Pluto tot op 12 500 km en Charon tot op 27 000 km. De scherpste foto's van Pluto hebben een resolutie van 60 meter.
Op 6 december 2014 ontwaakte de sonde op instructie van NASA uit zijn winterslaap. Het bevestigingssignaal van New Horizons deed er 4 uur en 26 minuten over om de aarde te bereiken. De instructies om te ontwaken waren al voorgeprogrammeerd in de boordcomputer in augustus 2014. Het opstarten nam anderhalf uur in beslag. Na enige weken testen, begon de daadwerkelijke missie op 15 januari 2015. Toen startte de sonde de waarnemingen van Pluto. New Horizons passeerde Pluto op 14 juli 2015.
Het instrument LORRI (Long-Range Reconnaissance Imager) observeerde vanaf half januari voortdurend Pluto en zijn manen. Door de gemaakte opnamen kreeg de vluchtleiding een beter inzicht hoe ver de sonde nog van Pluto verwijderd was. De afstand tot Pluto bedroeg medio januari nog 220 miljoen km. Daarnaast dienden deze opnamen als basis voor noodzakelijke koerscorrecties. Zowel de planeet als zijn manen waren begin 2015 slechts als heldere stippen op de foto's zichtbaar, maar hielpen de exacte positie van de planeet te bepalen. De timing speelde een cruciale rol in het richten van het vaartuig en instrumenten tijdens passage. Op 8 maart 2015 verzond de vluchtleiding, mede naar aanleiding van de ontvangen opnamen, instructies voor een koerscorrectie. De sonde voerde deze op 10 maart uit. De snelheid van ongeveer 14,5 km/s werd met 1,14 m/s verlaagd. Reden hiervoor waren de bijgestelde baanberekeningen van Pluto en Charon. De manoeuvre nam 93 seconden in beslag. Als gevolg van de correctie kwam New Horizons 14 minuten en 30 seconden later bij Pluto aan.

### Betere foto's
Doorgeseinde opnames van april 2015, op 103 à 111 miljoen km afstand, toonden voor het eerst in de geschiedenis details van het planeetoppervlak. Het heldere gebied rond de pool is mogelijk een poolkap (in dit geval van moleculaire stikstof, N2). In juli 2015 was New Horizons Pluto voldoende genaderd om hierover uitsluitsel te geven. De vluchtleiding vond geen gevaarlijke stofwolken, ringen of nieuwe maantjes op de foto's. De koers van de verkenner behoefde daarom niet te worden aangepast. (New Horizons kon tot uiterlijk 4 juli een veiliger traject kiezen.)

### Sonde schakelt zichzelf tien dagen voor passage uit
Door een fout in een reeks instructies schakelde New Horizons op 4 juli terug naar de veiligheidsmodus. De fout was lastig op te sporen en enige minder belangrijke waarnemingen leden er onder. Op 6 juli vond de vluchtleiding de fout en startte de sonde opnieuw op. Een radiosignaal had op deze afstand 4½ uur nodig voor een enkele reis. Het duurde dus 9 uur voordat de Aarde antwoord ontving. De vluchtleiding verloor bijna anderhalf uur lang alle contact. De automatische piloot aan boord kreeg in de gaten dat er iets misliep en schakelde over naar de reserveboordcomputer. New Horizons legde alle wetenschappelijke waarnemingen stil en herstelde het radiocontact, waarna het informatie over de toestand aan boord overseinde. Door de grote afstand verliep het opnieuw opstarten omslachtig. Op 8 juli verzond het vaartuig weer foto's.

### Verzending van data van Pluto en Charon
Tijdens Plutopassage verzamelden de instrumenten honderdmaal zoveel data (tijdens meer dan 400 waarnemingen) als de sonde kon verzenden. Deze werden intern opgeslagen en later doorgeseind. Op 24 juli had New Horizons zodoende 5% van zijn verzamelde gegevens doorgeseind. Om de gegevens sneller te ontvangen, kan het vaartuig roteren. Zo kan de sonde een tweede antenne inschakelen voor contact met de Aarde. Het DSN kan niet continu radiocontact met de sonde onderhouden; ook andere missies doen een beroep op het netwerk. In eerste instantie stuurde New Horizons een bundel gecomprimeerde gegevens naar de Aarde. Pas daarna zou de sonde het volledige pakket aan wetenschappelijke gegevens doorseinen. De ontvangstkwaliteit van de binnengekomen gecomprimeerde gegevens bleek echter teleurstellend. Daarom kreeg de sonde opdracht om meteen de volledige set opgeslagen gegevens te verzenden. Op 25 oktober 2016 ontving NASA het laatste gedeelte van de opgeslagen gegevens.

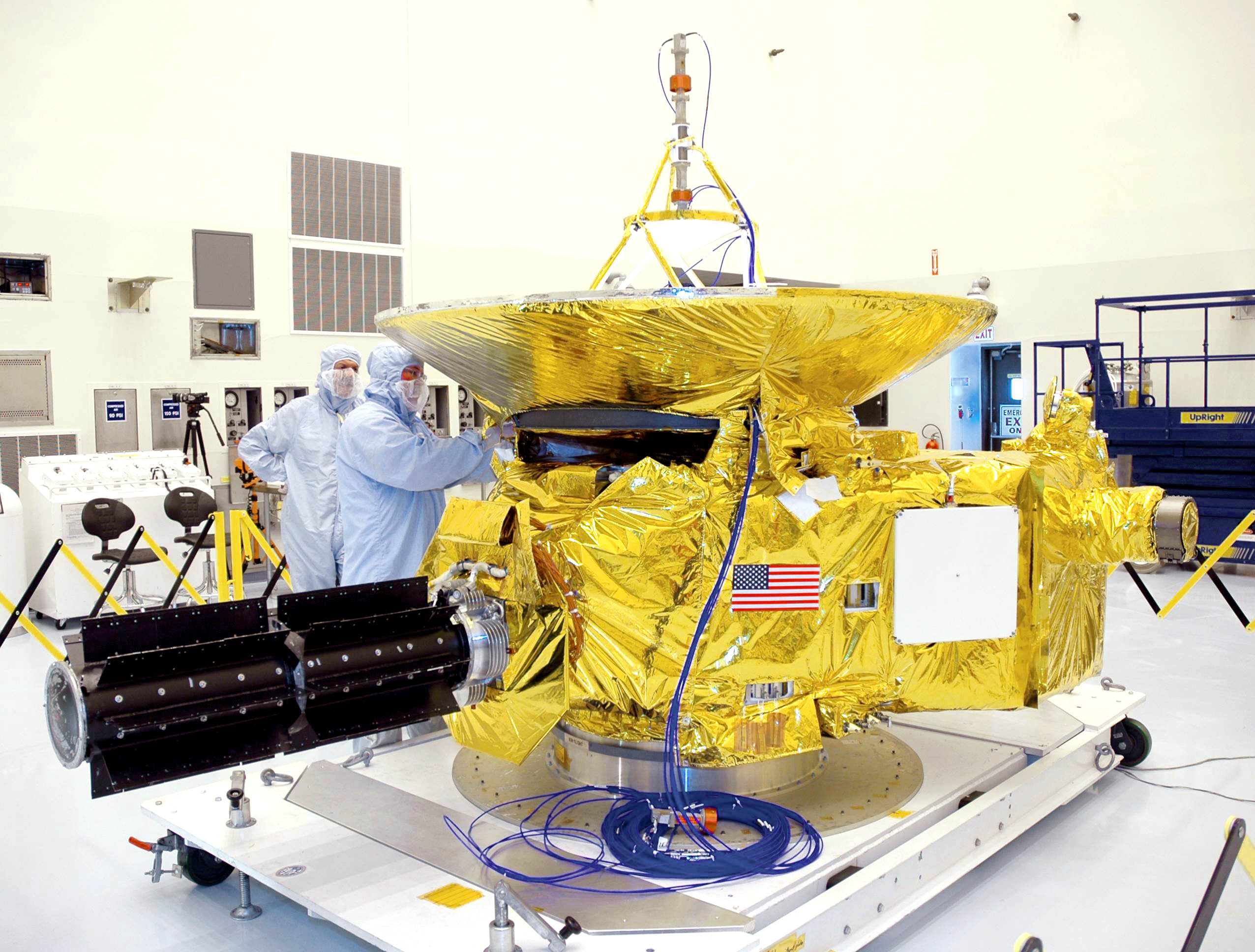
New Horizons in de cleanroom

## Vervolgmissie: Arrokoth
Het volgende doel voor New Horizons was het Kuipergordelobject 2014 MU69 dat op 14 maart 2018 voor de gelegenheid 'Ultima Thule' als bijnaam kreeg. De officiële naam Arrokoth werd pas tien maanden na de passage op 12 november 2019 bekend gemaakt.
Een ontmoeting met het nieuwe missiedoel kende, ook na financiële goedkeuring, behoorlijk wat technische problemen. Een correcte berekening van de omloopbaan van 2014 MU69 vereiste veel aanvullende waarnemingen. Door zijn geringe afmetingen reflecteerde 2014 MU69 met een magnitude van 26,8 slechts zeer weinig licht. Voor de meeste aardse telescopen was dit Kuipergordelobject niet waarneembaar, met als mogelijke uitzonderingen de Subaru-telescoop en het Gemini-observatorium. New Horizons moest daarom afgaan op waarnemingen door Hubble om op de juiste koers te blijven. Tot enkele maanden voor de passage leverde deze de beste beelden.
Pas zo'n 80 dagen voor passage kon New Horizons naar verwachting betere opnames van 2014 MU69 leveren. Exacte informatie over de precieze afstand tot het object was pas drie dagen voor de ontmoeting bekend. Tijdens de vlucht daarheen onderzocht het ruimtevaartuig vanaf grote afstand tien à twintig andere Kuipergordelobjecten. De sonde zou zijn doel op 1 januari 2019 bereiken door Arrokoth op een afstand van 3500 kilometer te passeren. Het was de vraag of dit object slechts één hemellichaam omvat (ruwweg de vorm van een pinda van maximaal 30 km grootte), of dat het bestond uit twee afzonderlijke rond elkaar cirkelende objecten, beide 15 à 20 km diameter.

### Scheervlucht Arrokoth

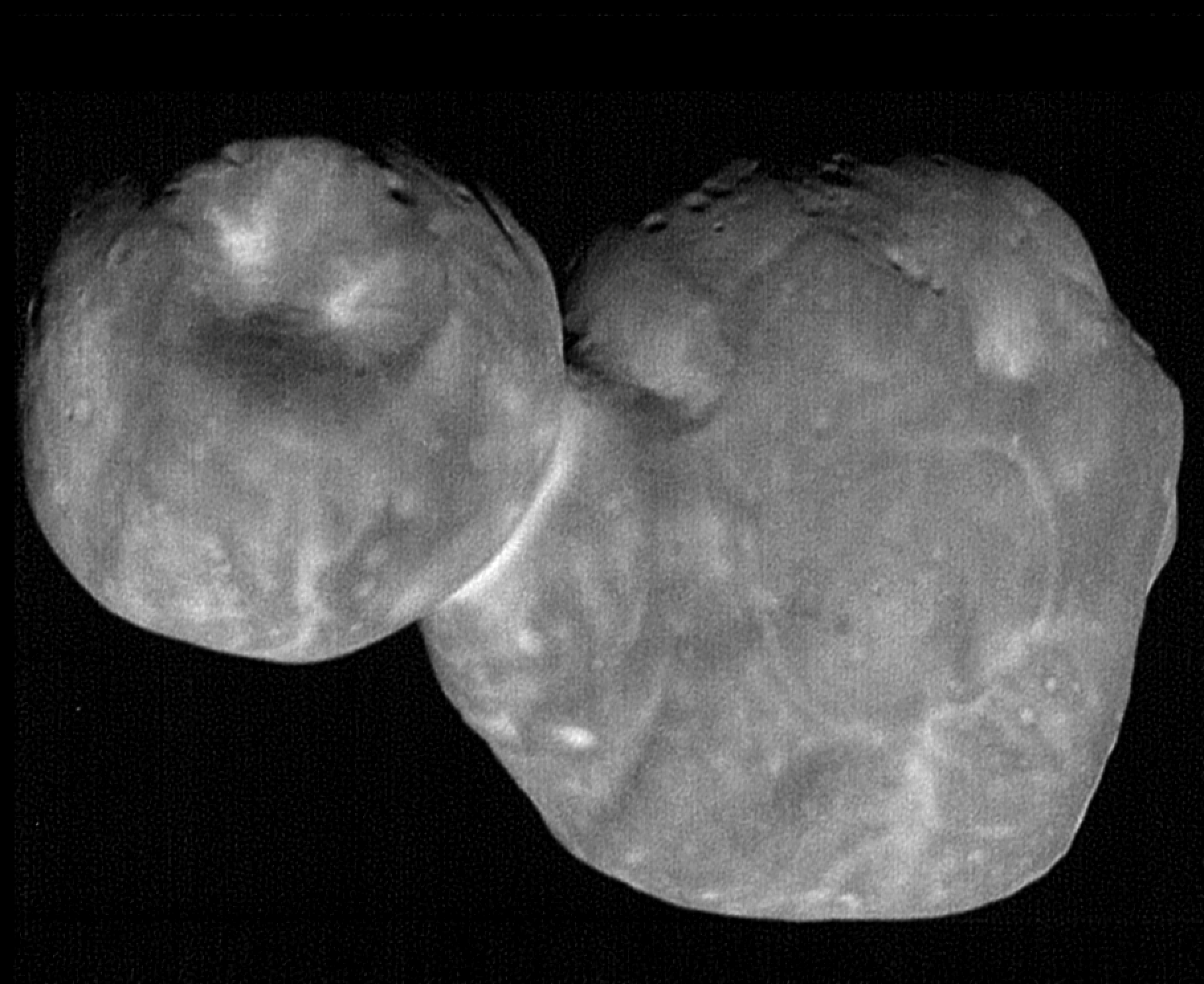
Arrokoth

De eerste waarneming van Arrokoth door de sonde vond plaats op 16 augustus 2018. Het doelwit bevond zich exact op de berekende plaats. Dat bewees dat inschattingen omtrent zijn omloopbaan grotendeels juist waren.
Op 1 januari 2019 passeerde New Horizons Arrokoth. Even na 15:30 UTC kwamen data met statuschecks binnen bij APL die indiceerden dat de ruimtesonde perfect functioneerde. De telemetrie deed er zo’n zes uur over om de aarde te bereiken.
Een dag later werden een betere zwart-witfoto van Arrokoth en een kleurenfoto in lagere resolutie getoond. Een compilatie van beide foto’s leverde een kleurenbeeld op. Arrokoth bleek te bestaan uit twee aan elkaar geraakte roodgekleurde planetoïden.

## Toekomstige bestemmingen
Na Arrokoth is het zeer onwaarschijnlijk dat New Horizons nogmaals een Kuipergordelobject kan bezoeken, want deze is gesitueerd aan de buitengrens van de Kuipergordel. Bovendien is de brandstofvoorraad van de sonde aanzienlijk geslonken: van de oorspronkelijke 80 kg is nog 11 kg brandstof beschikbaar voor een ontmoeting met een eventueel volgend object.
De plutonium-energievoorraad aan boord is nog voldoende om de apparatuur aan boord te laten functioneren tot de jaren 2030.

## Energievoorziening
Omdat zonnepanelen op grote afstanden van de zon niet bruikbaar zijn maakt New Horizons gebruik van een thermo-elektrische radio-isotopengenerator (RTG), waarbij hitte als gevolg van verval van plutonium(IV)oxide via het seebeck-effect in elektriciteit wordt omgezet. De generator is speciaal ontworpen om eventuele ongelukken bij de lancering zonder radioactieve lekken te kunnen doorstaan. Door NASA uitgevoerde studies tonen aan dat bij een dergelijk ongeluk de gezondheidsgevolgen minimaal zouden zijn.

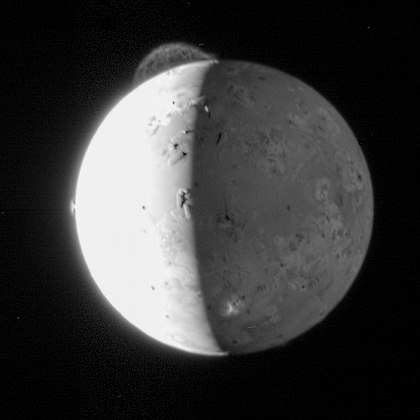
Foto door New Horizons die een ±290 km grote aspluim van een vulkaanuitbarsting op Io toont, genomen tijdens de passage van Jupiter in 2007

De wetenschappelijke instrumenten verbruiken 2 à 10 watt. De benodigde warmte (tussen 10 en 30 °C) om te functioneren bij lage temperaturen ver van de zon wordt bereikt bij 150 watt; bij minder vermogen benut de sonde kleine verwarmingselementen. Het ruimtevaartuig beschikt niet over een accu. Achttien isolerende lagen dacron fungeren tevens als schild tegen micrometeorieten.

## Kosten
In eerste instantie begrootte men de kosten voor deze missie op minder dan 550 miljoen dollar. Na verloop van tijd liep dit op tot ongeveer 700 miljoen dollar over het tijdvak 2001-2016. Dit bedrag omvat de kosten voor ontwikkeling en bouw van ruimtevaartuig en wetenschappelijke instrumenten, lancering, volgen van de sonde, analyse van ingekomen gegevens, educatie en publieksvoorlichting. Met dit bedrag neemt New Horizons een middenpositie in vergeleken met andere langdurige missies. De MESSENGER kostte 446 miljoen dollar, de Cassini-Huygens ruim 3½ miljard dollar. In april 2022 verlengde NASA de missie met drie jaar. Tijdens deze fase onderzoekt New Horizons de uithoeken van het zonnestelsel tot op een afstand van 63 AE van de Aarde. In september 2023 besloot NASA nogmaals de missie te verlengen, tot de sonde de Kuipergordel zou verlaten. Naar verwachting gebeurt dat tussen 2028 en 2029. De nadruk ligt op het verzamelen van gegevens betreffende de heliosfeer, waarbij het vaartuig nauwelijks andere gegevens meet. Dit spaart brandstof, waardoor eventueel een passage met een ander Kuiperobject mogelijk blijft, mocht dit binnen bereik van New Horizons komen. De kosten voor het wetenschappelijk onderzoek en analyse van de ontvangen data lopen uiteraard op. Volgens NASA kan dit financiering van toekomstige missies van het New Frontiers-programma beïnvloeden.

## Trivia
- New Horizons was de sonde met de hoogste lanceersnelheid van een sonde tot dan toe: 16,26 km/s ten opzichte van de aarde en, door toevoeging van de invloed van de draaiing van de aarde, een totale lanceersnelheid van bijna 45 km/s.[37] Om deze snelheid te bereiken werd de Atlas V-551, de krachtigste Atlas V-configuratie uitgerust met een Star 48B als extra derde trap. Dit lanceersnelheidsrecord werd in 2018 gebroken door de Parker Solar Probe. De snelheid van New Horizons was tot aan Jupiter ongeveer 57.600 kilometer per uur en hierna ongeveer 75.200 kilometer per uur.
- Aan boord van de sonde bevindt zich een deel van de as van de ontdekker van Pluto, Clyde Tombaugh.
- Ook aan boord zijn een cd-rom met 434.000 namen, een stukje metaal van Spaceship-One, twee Amerikaanse vlaggetjes, een cd-rom met de foto's van al het personeel van New Horizons, een kwart-dollarmunt van Florida (lancering) en Maryland (bouw) en een Amerikaanse postzegel uit 1991 waarop staat: “Pluto, not yet explored”.
- New Horizons is in staat gegevens te versturen met een snelheid van 38.000 bits per seconde. Eenmaal bij Pluto is dit, vanwege de extreme afstand, 600 à 1200 bits per seconde. Om met het Deep Space Network te communiceren dient de schotelantenne van de sonde naar de Aarde gericht te zijn.
- Het brein van de New Horizons is een Mongoose-V-processor die op 12 MHz draait.
- New Horizons heeft twee solid-state harde schijven van elk 8 GB (een primaire en een back-up).[38]
- Het duurde 16 maanden om de complete gegevensset die New Horizons heeft verzameld (tijdens de passage van Pluto) te downloaden naar de Aarde.
- New Horizons heeft $ 700 miljoen gekost en heeft een massa van 385 kg. Inclusief 80 kg brandstof komt de totale massa op 465 kg.
- De aanwezige ± 11 kg plutoniumdioxide leverde 228 watt vermogen tijdens het rendez-vous met Pluto.
- Om vanuit een baan om de Aarde foto's van Pluto te maken met dezelfde details als op de opnames van New Horizons, zou de telescoopspiegel een diameter moeten hebben van 3 km.[39]
- Naar aanleiding van de scheervlucht langs Arrokoth bracht astrofysicus en muzikant dr. Brian May een song genaamd New Horizons over de missie uit.[40]